# 大船渡地区消防組合
大船渡地区消防組合（おおふなとちくしょうぼうくみあい）は、岩手県大船渡市及び気仙郡住田町によって組織された一部事務組合（消防組合）である。管轄区域は前述の1市1町。消防本部の名称は、大船渡地区消防組合消防本部。

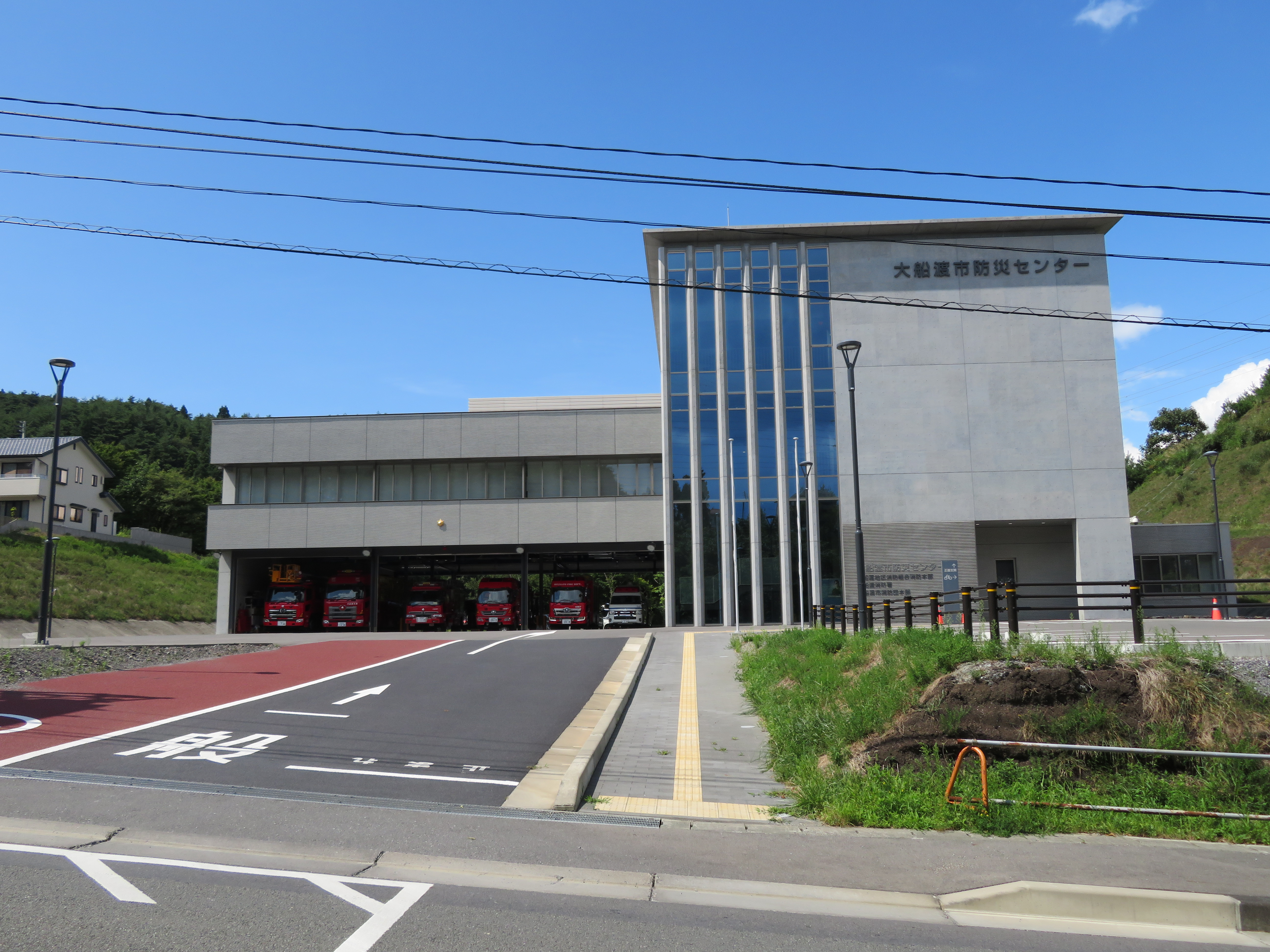
大船渡市防災センター・消防組合消防本部・大船渡消防署

## 概要
- 組合事務所：大船渡市盛町字宇津野沢15（大船渡市役所内）
- 消防本部：大船渡市盛町字木町1-1
- 管内面積：658.08km2
- 職員定数：90人
- 消防署1カ所、分署2カ所、分遣所1カ所
- 主力機械（2020年4月1日現在）
  - 普通消防ポンプ自動車：1
  - 災害対応特殊水槽付 消防ポンプ自動車：2
  - 水槽付消防ポンプ自動車：2
  - 屈折はしご付消防自動車：1
  - 化学消防自動車：1
  - 救急自動車：6
  - 救助工作車：1
  - 指令車：1
  - 指揮車：1
  - 支援車：1（緊急消防援助隊用車両）
  - 防火指導車：1
  - 連絡車：1
  - 輸送車：1

## 沿革

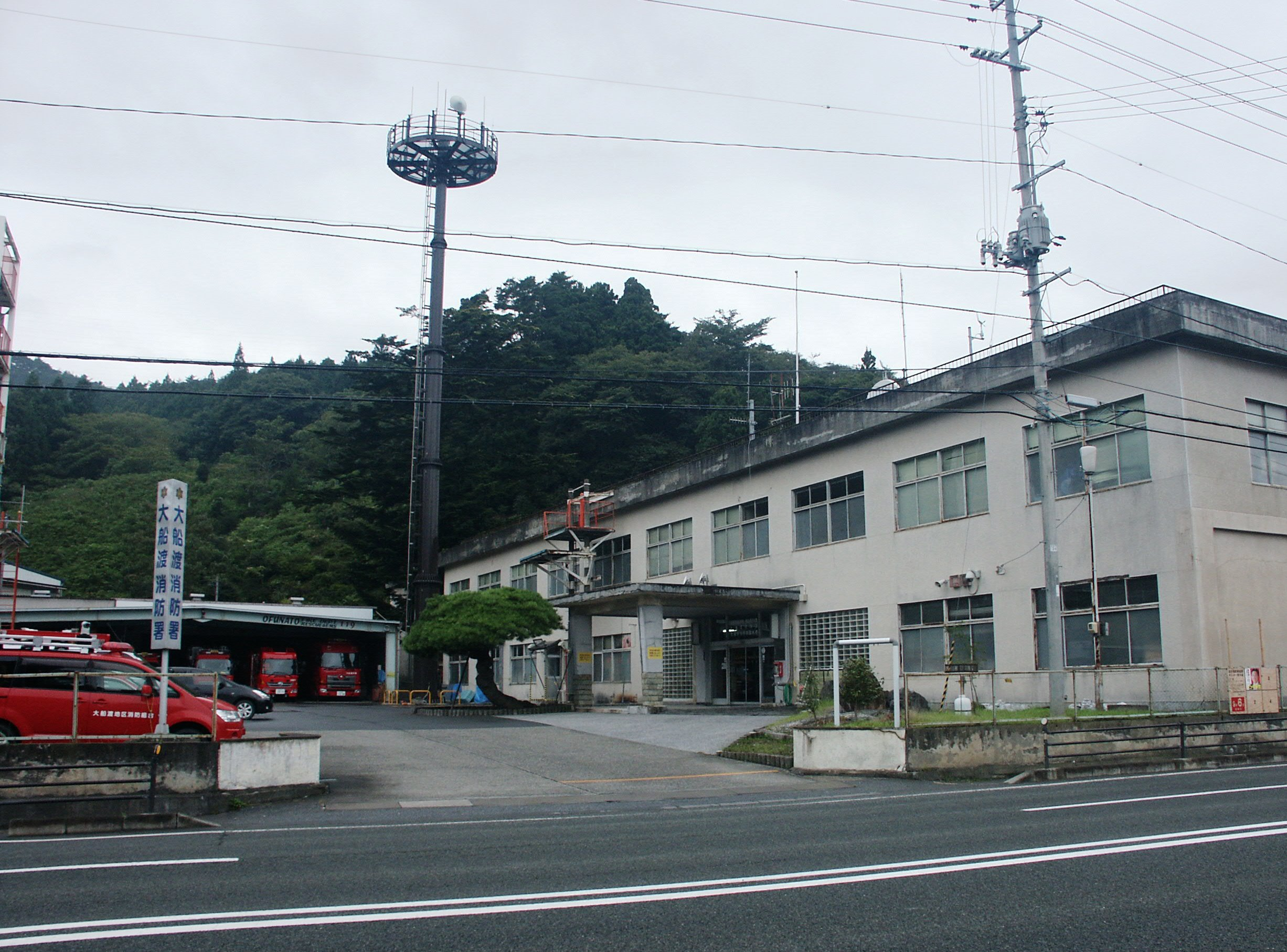
消防組合消防本部大船渡消防署旧庁舎

- 1955年4月7日　大船渡市消防本部を設置する。
- 1960年11月1日　大船渡市消防署を設置する。
- 1969年9月1日　救急業務を開始する。
- 1973年4月1日　大船渡市、気仙郡住田町及び三陸町の1市2町が一部事務組合の大船渡地区消防等組合を設立する。大船渡市消防本部が組合消防に移行する。
- 1974年4月1日　住田分署・三陸分署を開設する。
- 1974年5月1日　住田分署・三陸分署で救急業務を開始する。
- 1975年10月16日　消防本部・大船渡消防署が新庁舎に移転し業務を開始する。
- 1976年4月1日　大船渡地区消防等組合を大船渡地区消防組合に改称する。
- 1978年2月10日　化学消防自動車を大船渡消防署に配備する。
- 1979年11月1日　綾里分遣所を開設し、消防・救急業務を開始する。
- 1981年3月5日　屈折はしご付消防自動車を大船渡消防署に配備する。
- 1996年4月1日　消防本部に課制を導入する。
- 1997年2月25日　高規格救急自動車を大船渡消防署に配備する。（同年4月1日運用開始）
- 2001年3月27日　高規格救急自動車を住田分署に配備する。（同年5月1日運用開始）
- 2001年11月15日　三陸町が大船渡市に編入合併し、組合構成市町が1市1町となる。
- 2002年3月20日　高規格救急自動車を三陸分署に配備する。（同年5月1日運用開始）
- 2003年2月20日　救助工作車を大船渡消防署に配備する。
- 2006年3月6日　屈折はしご付消防自動車を更新。
- 2009年8月1日　岩手県初となる水難救助隊を編成。
- 2011年3月11日　東日本大震災による大津波により三陸分署綾里分遣所が全壊するも職員、車両に被害なし。3日後に総務省消防庁から緊急消防援助隊向けの支援車が配備される。
- 2016年6月20日　三陸分署綾里分遣所新庁舎の完成に伴い、仮設庁舎（綾里地区コミュニティ施設・綾姫ホール内）大船渡市三陸町綾里字平舘75-2から大船渡市三陸町綾里字宮野15番地1に移転し、同年7月1日から運用を開始する。
- 2017年2月14日　消防本部・大船渡消防署が大船渡市盛町字木町盛町字木町1-1から、盛町字下舘下35番地1の大船渡市防災センター内新庁舎に移転・開署する。

## 組織
- 組合議会
  - 議員定数：8人（大船渡市：6人、住田町：2人）
- 執行機関
  - 管理者：大船渡市長
  - 副管理者：住田町長
  - 会計管理者：大船渡市会計管理者
  - 監査委員：2人
  - 消防本部 - 庶務課、消防課
  - 消防署

## 消防署
| 消防署       | 住所                        | 分署                                                                    | 分遣所                                |
| ------------ | --------------------------- | ----------------------------------------------------------------------- | ------------------------------------- |
| 大船渡消防署 | 大船渡市盛町字下舘下35番地1 | 三陸：大船渡市三陸町越喜来字小出123 住田：気仙郡住田町世田米字清水沢7-8 | 綾里：大船渡市三陸町綾里字宮野15番地1 |